# N-Hydroxyphenylacetimidoylchlorid
N-Hydroxyphenylacetimidoylchlorid ist eine organisch-chemische Verbindung aus der Gruppe der Hydroxyimidoylchloride.

## Herstellung
N-Hydroxyphenylacetimidoylchlorid kann durch Chlorierung von Phenylacetaldoxim hergestellt werden. Dazu wird dieses in Chloroform mit Chlorgas versetzt.

## Reaktionen
Durch Reaktion mit einer Base wie Triethylamin bildet N-Hydroxyphenylacetimidoylchlorid ein Nitriloxid. Dies kann zur Synthese von Benzylglucosinolat dienen, indem zunächst eine geschützte Glucoseeinheit eingeführt wird, dann eine Sulfatgruppe und zuletzt die Schutzgruppen entfernt werden. Bei einer anderen, ähnlichen Synthese tritt N-Hydroxyphenylacetimidoychlorid nur als Intermediat auf, das nicht isoliert wird. Dabei wird Phenylacetaldoxim mit N-Chlorsuccinimid umgesetzt.
Die Reaktion von N-Hydroxyphenylacetimidoylchlorid mit einem Isonitril und Hydroxylamin ergibt ein Aminodioxim, also eine Verbindung, die eine Amidoximgruppe sowie eine zusätzliche Oximgruppe enthält. Diese Verbindung kann durch Reaktion mit Diethylazodicarboxylat und Triphenylphosphin in ein Oxadiazol umgewandelt werden.